# Raasiku
Raasiku è un comune rurale dell'Estonia settentrionale, nella contea di Harjumaa. Il centro amministrativo è il borgo (in estone alevik) di Aruküla, con una popolazione di circa 2 016 abitanti

## Località
Oltre al capoluogo, il comune comprende un altro borgo, Raasiku, e 13 località (in estone küla):
- Härma
- Igavere
- Järsi
- Kalesi

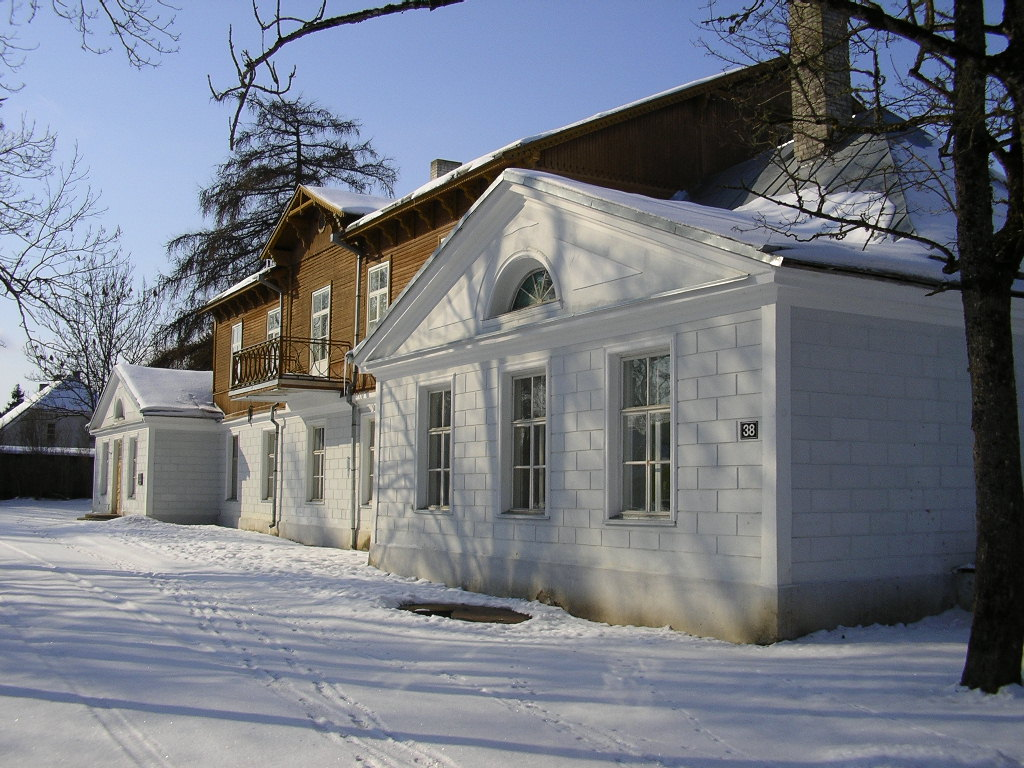
Aruküla
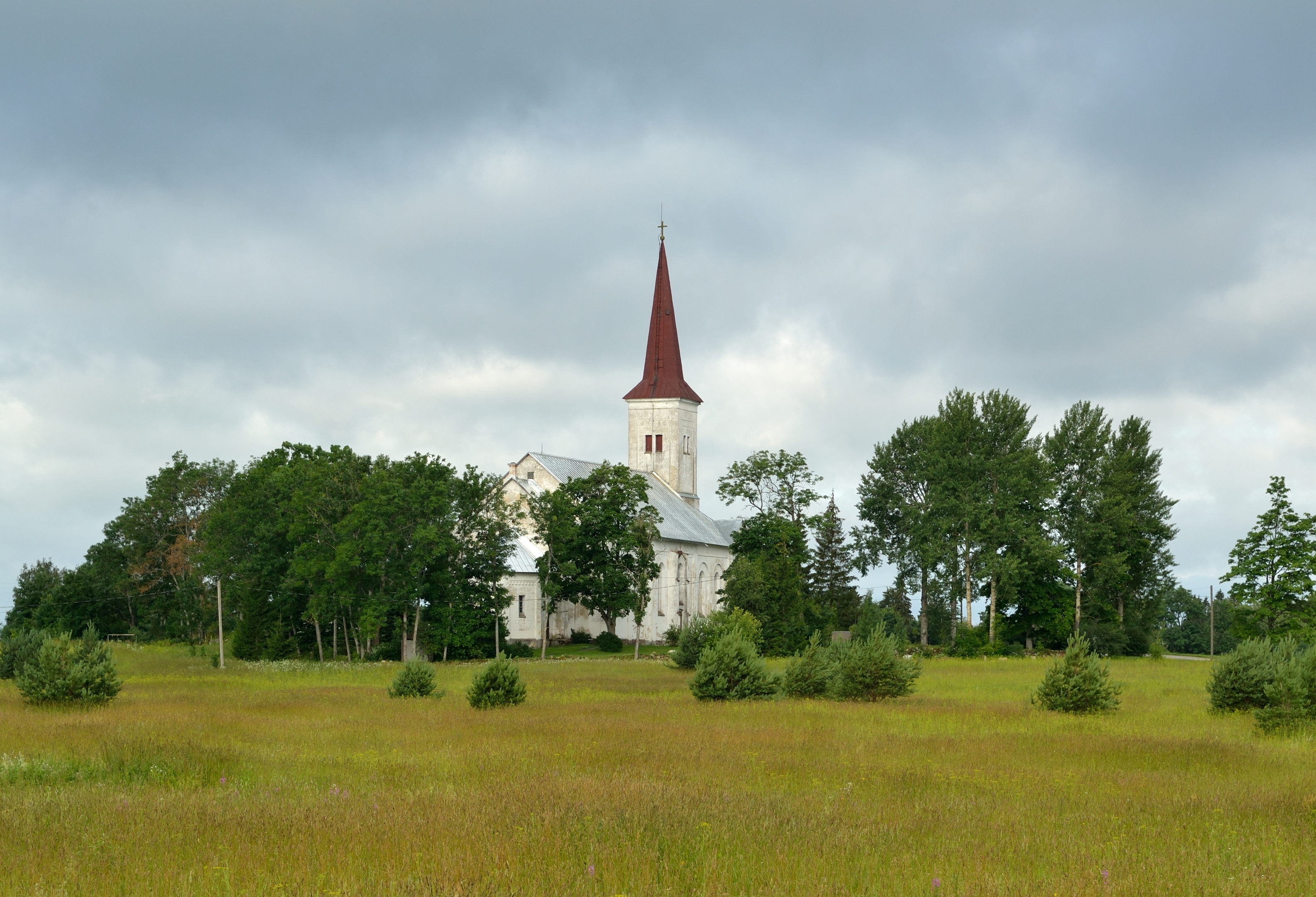
Raasiku
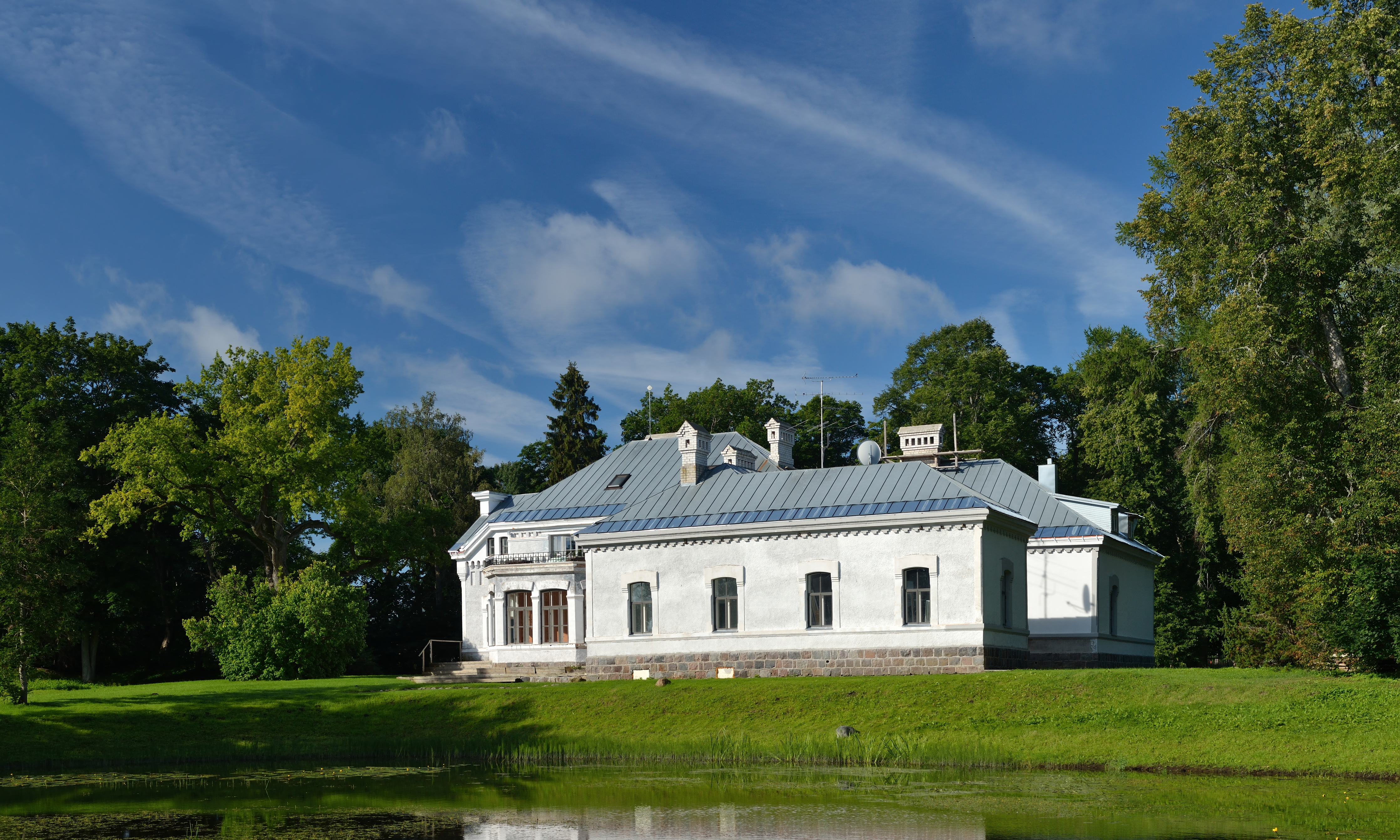
Kiviloo
- Kulli
- Kurgla
- Mallavere
- Peningi
- Perila
- Pikavere
- Rätla
- Tõhelgi

- Aruküla
- Raasiku
- Kiviloo